# Marcel Berthomé
Marcel Berthomé, né le 4 avril 1922 à Saint-Médard-de-Guizières et mort le 24 octobre 2023 à Saint-Seurin-sur-l'Isle en Gironde, est un homme politique français.
Ancien combattant, il est maire de Saint-Seurin-sur-l'Isle de 1971 à 2020 ainsi que président du Pays du Libournais. Entre 2014 et 2020, il est le maire français le plus âgé en activité.

## Biographie
Militaire de carrière de 1938 à 1968 et commandant dans l'Armée de l'air, il participe à la Seconde Guerre mondiale d'abord en tant que mécanicien radiotélégraphiste puis au sein de la Royal Air Force, après avoir rejoint les FAFL en 1943, avec à son compte plus de 7 500 heures de vol et 454 missions. Il est également actif lors des guerres d'Indochine et d'Algérie.
Élu maire de Saint-Seurin-sur-l'Isle (Gironde) en 1971, il est ensuite constamment réélu jusqu'en 2020. Il a présidé en outre l'AS Saint-Seurin, club de football saint-seurinois disparu en 1998.
Après les élections municipales de 2014, lors desquelles le maire de Faucon-du-Caire, Arthur Richier (âgé de 93 ans), ne s’est pas représenté, Marcel Berthomé devient à 92 ans le doyen des maires de France. Sa liste, seule en lice au premier tour, l’a emporté avec 50,5 % des inscrits et 81,1 % des votants. Il est ensuite réélu président du Pays du Libournais.
À près de 98 ans, il annonce briguer un neuvième mandat aux élections municipales de 2020,. La liste qu’il conduit arrive en tête du premier tour, avec 45,6 % des voix, face à deux autres listes. En raison de la pandémie de coronavirus, Marcel Berthomé n’est pas présent pour annoncer les résultats du scrutin. Contre toute attente, il est battu au second tour, le 28 juin 2020, dans le cadre d'une triangulaire, sa liste étant devancée de 33 voix par celle de son ancienne adjointe, Éveline Lavaure-Cardona,.
Membre d’aucun parti politique, il est, suivant les sources, classé divers gauche ou sans étiquette,.
Son centenaire est célébré le 4 avril 2022 dans sa commune natale de Saint-Médard-de-Guizières, lors d'une cérémonie militaire et civile rendant hommage aux trois grands engagements de Marcel Berthomé — l'armée, la politique et le football — en présence de 150 personnes.
Il meurt le 24 octobre 2023 à Saint-Seurin-sur-l'Isle à 101 ans. Ses obsèques ont lieu le 30 octobre 2023 en l'église de Saint-Médard-de-Guizières en présence de quelque 500 personnes, après quoi Marcel Berthomé est inhumé au cimetière de Saint-Seurin-sur-l'Isle.

## Prises de position
Arguant de son « patriotisme », il se prononce contre le mariage homosexuel en France.
Le 1er mars 2019, il interpelle le président de la République, Emmanuel Macron, lors d’un échange avec des maires de la Gironde dans le cadre du grand débat national. Il qualifie les Gilets jaunes de « rebelles » à la fin de son intervention,.

## Décorations
Voici une liste non exhaustive des différentes décorations reçues par Marcel Berthomé :
- Grand officier de la Légion d'honneur en 2022[24] (commandeur en 2005[25], officier en 1998[26], chevalier en 1956[26]).
- Médaille militaire
- Officier de l'ordre national du Mérite
- Croix de guerre 1939–1945 avec quatre citations dont deux avec palme
- Croix de guerre des Théâtres d'opérations extérieurs avec cinq citations dont trois avec palme
- Croix du combattant volontaire de la guerre de 1939–1945
- Croix du combattant
- Médaille coloniale avec agrafe « Extrême-Orient »
- Médaille commémorative de la guerre 1939–1945
- Médaille commémorative de la campagne d'Indochine
- Médaille de reconnaissance de la Nation